# Fabrizia
Fabrizia este o comună de 2.407 locuitori, în regiunea Calabria, în provincia Vibo Valentia, Italia.

Poziția în provincia Vibo Valentia

## Demografie
Fabrizia - evoluția demografică

|  | Graficele sunt indisponibile din cauza unor probleme tehnice. Mai multe informații se găsesc la Phabricator și la wiki-ul MediaWiki. |

Date: Recensăminte sau birourile de statistică - grafică realizată de Wikipedia

1. ↑  Superficie di Comuni Province e Regioni italiane al 9 ottobre 2011 (în italiană), Istituto Nazionale di Statistica, accesat în 16 martie 2019